# Armorial des communes de la Haute-Corse
- il comporte peu ou pas de sources.
- le nombre de blasons représentés est faible par rapport au sujet de la page.

Cette page donne les armoiries (figures et blasonnements) des communes de la Haute-Corse. 

(3 dessin(s) en attente.PVV)
- Haut – A
- B
- C
- D
- E
- F
- G
- H
- I
- J
- K
- L
- M
- N
- O
- P
- Q
- R
- S
- T
- U
- V
- W
- X
- Y
- Z

## A
| Blason de Antisanti | Blason  | D'argent à deux clés versées de sable, passées en sautoir, les pannetons affrontés, au tourteau de sable chargé d'une croisette pattée d'argent, brochant en coeur; à la filière de sable. |
| Blason de Antisanti | Détails | Le statut officiel du blason reste à déterminer. |

## B
| Blason de Bastia | Blason  | D'azur à la forteresse d'argent, maçonnée, ajourée et ouverte de sable, posée sur une terrasse de sinople.                                                     |
| Blason de Bastia | Détails | * Il y a là non-respect de la règle de contrariété des couleurs : ces armes sont fautives (sinople sur azur). Le statut officiel du blason reste à déterminer. |

| Blason de Biguglia | Blason  | D'azur au sautoir d'or. Devise / CriSempre per l'avvene |
| Blason de Biguglia | Détails | Le statut officiel du blason reste à déterminer.        |

| Blason de Borgo | Blason  | De pourpre à la tour carrée posée en perspective, partie d'or et de gueules selon celle-ci, ajourée du champ et crénelée du troisième, la face senestre chargée d'un lion du second brochant. |
| Blason de Borgo | Détails | Le statut officiel du blason reste à déterminer. |

| Blason de Brando | Blason  | D'azur à la tour donjonnée d'argent, ouverte, ajourée et maçonnée de sable, posée sur un tertre de sinople; au chef de cinq points d'or équipollés à quatre points d'azur. |
| Blason de Brando | Détails | Le statut officiel du blason reste à déterminer. |

## C
| Blason de Cagnano | Blason  | De gueules aux deux lions d’or couronnés à l’antique soutenant un pin de sinople. |
| Blason de Cagnano | Détails | Adopté par délibération du conseil municipal du 16 janvier 2016.                  |

| Blason de Calenzana | Blason  | D'or à l'arbre arraché de sinople.               |
| Blason de Calenzana | Détails | Le statut officiel du blason reste à déterminer. |

| Blason de Calvi | Blason  | D'argent à la croix de gueules.                  |
| Blason de Calvi | Détails | Le statut officiel du blason reste à déterminer. |

| Blason de Carticasi | Blason  | D'azur à une pile écimée d'argent, chargée en cœur d'une aiglette de sable, accompagnée en chef d'une rose du second, elle-même accompagnée de deux demi-vols affrontés du même, à la pointe de sinople chargée de trois cailloux mal ordonnés du second. |
| Blason de Carticasi | Détails | Le statut officiel du blason reste à déterminer. |
| Blason de Carticasi | Alias   | Coupé en chevron : au 1er d'argent à l'aiglette de sable, au 2e de sinople à trois cailloux mal ordonnés d'argent, chapé brisé en chef d'azur à la rose d'argent accostée de deux demi-vols affrontés du même.                                            |

| Blason à dessiner | Blason  | Coupé crénelé de deux merlons et deux demis: au 1er de sinople à la branche de châtaignier d'argent posée en pal accostée de deux têtes de brebis affrontées du même, au 2e d'argent au pont en dos d'âne de sable de trois arches et une demie à senestre et accompagné en pointe d'un chevron alésé du même. |
| Blason à dessiner | Détails | Le statut officiel du blason reste à déterminer. |

| Blason de Castiglione | Blason  | D'argent à une tête de Maure de sable tortillée du champ, mantelé de sinople à un château, donjonné et flanqué de deux échauguettes d'or, ouvert, ajouré et maçonné de sable accosté de deux roses des jardins d'or. |
| Blason de Castiglione | Détails | Adopté en août 2023. |

| Blason de Cervione | Blason  | D'argent à l'aigle au vol abaissé de gueules.    |
| Blason de Cervione | Détails | Le statut officiel du blason reste à déterminer. |

| Blason de Corbara | Blason  | D'argent au lion de gueules cheffé d'une croix du même, tenant dans sa patte dextre une rose de gueules feuillée de sinople. |
| Blason de Corbara | Détails | Le statut officiel du blason reste à déterminer.                                                                             |

| Blason de Corte | Blason  | De gueules à la tour ouverte, ajourée et maçonnée de sable posée sur un mont de sinople, au chef d'azur à la tête de Maure accompagnée de deux clés d'argent.                     |
| Blason de Corte | Détails | * Il y a là non-respect de la règle de contrariété des couleurs : ces armes sont fautives (sable sur azur, le tout sur gueules). Le statut officiel du blason reste à déterminer. |

| Blason de Costa | Blason  | Tiercé en pairle renversé : au 1er de sinople à une coquille d'or, au 2e de gueules au monde d'azur croiseté d'or, cerclé et cintré du même bordé d'argent, au 3e d’azur à une tête de milan arrachée d'argent becquée d'or et languée de gueules.                                                                 |
| Blason de Costa | Détails | La coquille est attribut de saint Roch (San Roccu), et le monde celui de saint Sauveur (San Salvadore). Enfin, la tête de milan rappelle que des couples de cet oiseau vivent sur la commune mais souligne aussi le fait que Costa est un village perché. Conçu par Jean-François Binon. Adopté en septembre 2021. |

## I
| Blason de Île-Rousse (L') | Blason  | D'azur à la fleur de lys d'or, accompagnée d'un soleil du même mouvant du canton dextre du chef. |
| Blason de Île-Rousse (L') | Détails | Le statut officiel du blason reste à déterminer.                                                 |

## L
| Blason de Lucciana | Blason  | De sable à la colonne antique, accompagnée en chef à dextre d'un dauphin posé en barre et à senestre d'un épi de blé feuillé posé en bande, à l'amphore posée en barre brochant en pointe sur la colonne; à la fasce haussée, émanchée d'une pièce en chef, chargée d'un orle enfermant un arbre de vie accosté de deux lions couchés, la queue entre les jambes et affrontés, brochant sur le tout, le tout d'argent. |
| Blason de Lucciana | Détails | Le statut officiel du blason reste à déterminer. |

## M
| Blason de Moncale | Blason  | D'azur à la fasce ondée d'argent, accompagnée, en chef, d'un château d'or, ouvert et ajouré du champ et maçonné de sable et, en pointe, de trois besants d'or ordonnés 2 et 1. Devise / CriNemo me necat (personne ne m'abat). |
| Blason de Moncale | Détails | Le statut officiel du blason reste à déterminer. |

| Blason de Morosaglia | Blason  | Un dextrochère armé brandissant une épée posée en barre. |
| Blason de Morosaglia | Détails | Une couleur n'est pas précisée dans le blasonnement ci-dessus. Veuillez faire apparaître la couleur inconnue en blanc (table d'attente) et l'argent en gris. Armes de Pascal Paoli, natif de la commune et qui portait pour armes : D'azur au dextrochère armé d'argent tenant une épée du même, garnie d'or. Le statut officiel du blason reste à déterminer. |

| Blason de Murato | Blason  | D'azur à l'église d'argent.                      |
| Blason de Murato | Détails | Le statut officiel du blason reste à déterminer. |

## N
| Blason de Nonza | Blason  | Parti : au 1er mi-parti d'un tranché abaissé d’azur et d’argent au citronnier arraché de tenné en redorte, feuillé de sinople et fruité d’or, au 2e d’argent au navire sans voile contourné de sable sur une champagne ondée d’azur chargée en chef d’une tierce ondée d’argent. |
| Blason de Nonza | Détails | Le statut officiel du blason reste à déterminer. |

## O
| Blason de Olmi-Cappella | Blason  | Tiercé en pairle renversé: au 1 de gueules à l'orme arraché d'or, au 2 d'azur à une montagne de sinople* chargée d'une chapelle d'argent, fermée de tenné, ajourée de sinople et campanée d'argent, au 3 d'argent à un rencontre de mouflon de tenné soutenu d'une trangle ondée d'azur. * Il y a là non-respect de la règle de contrariété des couleurs : ces armes sont fautives (sinople sur azur). |
| Blason de Olmi-Cappella | Détails | Créé par JF Binon. Sur document de la mairie, 2023. |

## P
| Blason de Patrimonio | Blason  | D'azur à l'oranger arraché d'argent fruité d'or, accompagné en chef de trois étoiles de huit rais aussi d'argent, rangées en fasce. |
| Blason de Patrimonio | Détails | Le statut officiel du blason reste à déterminer.                                                                                    |

| Blason de Piedicorte-di-Gaggio | Blason  | Tranché : au 1er d'azur à la rose des jardins, tigée et feuillée d'argent, posée en bande, au 2e de gueules à la feuille de chêne d'or posée en bande, au franc-canton d'argent chargé d'une tête de Maure de sable tortillée du champ, brochant sur la partition. |
| Blason de Piedicorte-di-Gaggio | Détails | Le statut officiel du blason reste à déterminer. |

| Blason à dessiner | Blason  | Écartelé : au 1er d'azur à la montagne de sinople, le sommet enneigé d'argent, au 2e de gueules à la cloche d'or, au 3e d'or à san Pancraziu de carnation, chevelé de sable, à mi-corps mouvant de la pointe, vêtu d'argent et d'un camail de gueules, tenant dans sa dextre une palme d'or et dans sa senestre un livre ouvert du même chargé à senestre d'une croix latine de sable, au 4e de sinople à trois filets d'azur ondés en barre, l'intervalle entre les filets rempli d'argent. Ornements extérieursBranche de châtaignyer et de pin. |
| Blason à dessiner | Détails | Le blason comporte les éléments suivants : - le mont San Parteu ; - le concours de sonneurs de cloches ; - san Pancraziu, saint patron de la commune ; - les ruisseaux du village et la rivière Melaghja ; - le châtaignier et le pin laricciu. Adopté en 2021. |

| Blason de Prunelli-di-Fiumorbo | Blason  | D'azur à la barre cousue de gueules chargée d'une main bénissant senestre mouvant de l'angle du chef, d'un besant chargé d'une ombre de croix pattée, d'un besant chargé de l'ombre d'un entrelacs de six boucles et d'une colombe, le tout d'argent. |
| Blason de Prunelli-di-Fiumorbo | Détails | * Il y a là non-respect de la règle de contrariété des couleurs : ces armes sont fautives (gueules sur azur). Le statut officiel du blason reste à déterminer.                                                                                        |

## R
| Blason de Riventosa | Blason  | D'or au chêne arraché de sinople, au chef de sinople chargé d'une tête de Maure au naturel accompagnée de deux chevaux affrontés de gueules.[réf. nécessaire]                                                                             |
| Blason de Riventosa | Détails | * Il y a là non-respect de la règle de contrariété des couleurs : ces armes sont fautives (gueules sur sinople). Différences entre dessin et blasonnement : arbre issant et non arraché. Le statut officiel du blason reste à déterminer. |

## S
| Blason de Saint-Florent | Blason  | D'azur au château d'or maçonné de sable, à l'arbre arraché au naturel brochant sur le tout. |
| Blason de Saint-Florent | Détails | Le statut officiel du blason reste à déterminer.                                            |

| Blason de San-Lorenzo | Blason  | D'argent à un gril, la poignée en bas, croisetée, aiguisée et anglée de liens, le tout de sable. |
| Blason de San-Lorenzo | Détails | Le statut officiel du blason reste à déterminer.                                                 |

| Blason de San-Martino-di-Lota | Blason  | Taillé : au 1er d'argent à saint Martin à cheval partageant son manteau avec un mendiant, le tout au naturel et contourné, au 2e d'argent à la tête de Maure de sable tortillée du champ entourée de douze croix de Malte (croisettes ?) ordonnées en cercle, de gueules, celle du chef de sable. |
| Blason de San-Martino-di-Lota | Détails | Armes parlantes. Adopté par la municipalité. |

| Blason à dessiner | Blason  | D'azur au mont d'argent, mouvant de la pointe sommé d'un soleil couchant d'or, le mont percé du champ laissant apparaître le rayon inférieur du soleil, le soleil accosté de deux clochers d'argent, celui de l'ancienne église Sainte-Catherine à dextre et celui de la collégiale Santa-Maria-Assunta à senestre. Devise / CriSpuncatu |
| Blason à dessiner | Détails | Adopté le 25 septembre 2009. |

La commune de San-Nicolao utilise un logo "blasonniforme".

## V
| Blason à dessiner | Blason  | D'azur à la tour d'or, maçonnée de sable sur un mont de sinople; au chef cousu de gueules chargé d'un Ouroboros d'or tortillé en fasce surmontant et entourant un épi de blé du même. |
| Blason à dessiner | Détails | * Il y a là non-respect de la règle de contrariété des couleurs : ces armes sont fautives (sinople et gueules sur azur). Le statut officiel du blason reste à déterminer.             |

| Blason à dessiner | Blason  | Coupé en chevron renversé: au 1er de sinople à l'épi de blé d'or mouvant de la pointe et au chef émanché d'une pièce et deux demies d'argent chargé d'un feu de gueules mouvant du trait du chef, au 2e d'azur au pont romain d'argent, maçonné de sable surmonté en flancs de deux roses d'argent. |
| Blason à dessiner | Détails | Adopté en novembre 2009. |

| Blason de Vescovato | Blason  | Écartelé : au 1er d'azur à la mitre d'évêque d'argent détaillée d'or, au 2e d'argent à l'aigle au vol abaissé sur un promontoire en perspective, le tout d'azur, au 3e d'argent à trois épis de blé à dextre accompagnés à senestre d'une grappe de raisin tigée et feuillée, le tout d'or, au 4e d'azur au parchemin d'argent mis en perspective dans le sens de la bande, chargé de l'inscription « Storia di Corsica » en lettres de sable et accompagné d'une plume elle aussi d'argent, à la terrasse de sinople surmontée d'une burèle d'or remplie d'argent chargée de l'inscription « XIIIeme » en lettres de sable. |
| Blason de Vescovato | Détails | * Il y a là non-respect de la règle de contrariété des couleurs : ces armes sont fautives (or sur argent, argent sur or). Le statut officiel du blason reste à déterminer. |

| Blason de Volpajola | Blason  | D'or à la bande ondée d'azur accompagnée en chef d'une tête de Maure de sable tortillée d'argent et en pointe d'un renard passant de gueules, au franc-quartier de sinople chargé d'une Vierge à l'Enfant d'argent. |
| Blason de Volpajola | Détails | Volpajola : Armes parlantes (vulpes = renard en latin). Le statut officiel du blason reste à déterminer. |